# 베네세 코퍼레이션
베네세 코퍼레이션(일본어: 株式会社ベネッセコーポレーション,영어: Benesse Corporation)은 통신교육, 출판 등의
사업을 담당하는 오카야마현 오카야마시에 본사를 둔 일본의 기업이다. 베네세로도 약칭한다. 베네세라는 사명은 라틴어 "Bene(잘)"와 "Esse(살다)"에서 유래했다.
2009년은 베네세 코퍼레이션의 지주회사인 베네세 홀딩스가 출범했다.

## 아이챌린지
아이챌린지의 원교재는 1988년에 일본에서 개발된 '코도모챌린지'라는 영유아 학습 브랜드이다. 대한민국에서는 NE능률에 출간하는 영유아 브랜드이다. 2018년에 코도모챌린지 탄생30주년 되는 날이다

## 미디어콘텐츠부문
- TV 애니메이션

아이챌린지의 메인 캐릭터 ‘호비’를 중심으로 아름답고 평화로운 챌린지 섬’에서 베니, 페로, 냥이 등의 친구들과 함께 펼치는 신나는 모험이야기로 구성된 애니메이션. 호비와 친구들이 다양한 상황과 문제를 해결해 나가는 이야기를 통해 용기와 배려, 협동심, 창의성 등을 자연스럽게 기를 수 있도록 도와주고 교육적인 메시지를 전달한다. 투니버스, 챔프, 애니원, 애니박스 등에서 방영.
- 극장판 애니메이션 - 내친구호비

호비 극장판 영화는 2013년 ‘호비와 후후의 대모험’을 시작으로 매년 전국에서 1만 5천 명 이상의 관객이 관람했다. 실사 파트와 애니메이션 파트로 구성되어 있으며 극중의 노래를 따라 부르고 호비의 요청에 호응하는 등 아이들이 적극적으로 참여할 수 있는 참여형 어린이 영화이다.
- 어린이뮤지컬 – 호비쇼

‘호비쇼’는 2011년 이후 매 시즌마다 3만여 관객이 관람한 대표 어린이 뮤지컬이다. 아이챌린지의 인기 캐릭터 호비와 친구들이 등장하는 ‘호비쇼’는 아이들이 흥미를 가지고 참여할 수 있도록 유도하는 양방향 뮤지컬이며, 바른 인성과 생활 습관을 기를 수 있도록 교육적인 요소가 가미되어 있다.
- 율동놀이 세미나

바른 생활 습관도 배우고 율동놀이도 함께 하는 ‘아이챌린지 율동놀이 세미나’는 2008년부터 매월 정기적으로 진행되고 있다. 전국 주요 도시에서 열리고 있으며, 회를 거듭할수록 큰 호응을 얻고 있다.

## 해외지사
- 서울지사: 서울특별시 마포구 월드컵로 396 (상암동) 누리꿈스퀘어 비즈니스타워 10층 NE능률
- 대만지사: 대만 타이페이시 중정 구 관 앞 도로 49호 10F 베네세 타이완